# Agrochola bipuncta
Agrochola bipuncta là một loài bướm đêm trong họ Noctuidae.